# Tanypus ciliatus
Tanypus ciliatus är en tvåvingeart som först beskrevs av Johann Wilhelm Meigen 1838.  Tanypus ciliatus ingår i släktet Tanypus och familjen fjädermyggor.
Artens utbredningsområde är Belgien. Inga underarter finns listade i Catalogue of Life.